# Hydrocotyle microphylla
Hydrocotyle microphylla är en växtart i släktet Hydrocotyle och familjen araliaväxter.
Arten är en perenn ört som förekommer i Nya Zeeland. Den beskrevs av Allan Cunningham 1839.